# آن ماري ماكيفوي
آن ماري ماكيفوي (بالإنجليزية: Anne Marie McEvoy)‏ هي ممثلة أمريكية، ولدت في 19 سبتمبر 1975.

## وصلات خارجية
- آن ماري ماكيفوي على موقع IMDb (الإنجليزية)
- آن ماري ماكيفوي على موقع قاعدة بيانات الفيلم (الإنجليزية)